# Jo Vally
Jo Vally, pseudoniem van Valère Maurice Caroline Lauwers (Wolvertem, 12 oktober 1958), is een Vlaamse zanger.

## Biografie
In het secundaire onderwijs volgde Vally de opleiding mechanica, maar hij volgde ook notenleer en piano. Met enkele vrienden uit de muziekschool richtte hij de band The Dreamband op waarin hij keyboard speelde. Zijn eerste solosingle nam hij op onder de naam Valli Low. Later leerde hij manager Rik Vervecken kennen. Er werd besloten zijn artiestennaam te veranderen in Jo Vally en er werden enkele singles uitgebracht. Tien jaar lang lukte het hem niet om zijn zangcarrière uit te bouwen, totdat het nummer Neem m'n hart bij VTM terechtkwam en als supertip op 28 december 1989 in het programma Tien om te zien werd voorgesteld. Dit betekende zijn doorbraak en het begin van een succesvolle carrière. Nadien volgden de hits elkaar op, waaronder de top 10-hit In een droom zag ik je staan (1991), een cover van Un canto a Galicia. Ook de cd's die uitgebracht werden sloegen aan.
Toen in de jaren 90 van de vorige eeuw de verkoop van cd's voor alle zangers begon af te kalven, wisten Jo Vally en nog enkele andere zangers zich te handhaven. In 2006 had hij weer een grote hit met het schlagernummer Si si si (Kerida). Vally vierde in 1999 zijn twintigjarige loopbaan in een uitverkocht Antwerps Sportpaleis. In 2009 vierde hij zijn dertigjarige carrière met een verzamelalbum en verjaardagsconcerten in Antwerpen en Oostende.
Na het verschijnen van de albums Jo Vally zingt Franse klassiekers (2011) en Jo Vally zingt zuiderse klassiekers (2012) kwam in 2013 een album met countryklassiekers uit. Deze cd's behaalden alle drie de tweede plaats van de Ultratop 200 Albums. In de zomer van 2021 scoorde Vally voor het eerst een nummer 1-notering in de Vlaamse albumlijst met De weg naar het geluk, dat direct op de eerste plaats debuteerde.
Ter gelegenheid van zijn 65ste verjaardag en zijn 45-jarige carrière bracht Jo Vally in 2024 het album 45/65 uit. In datzelfde jaar was hij kandidaat voor de gemeenteraadsverkiezingen in Meise bij LB+. Hij raakte verkozen.

### Trivia

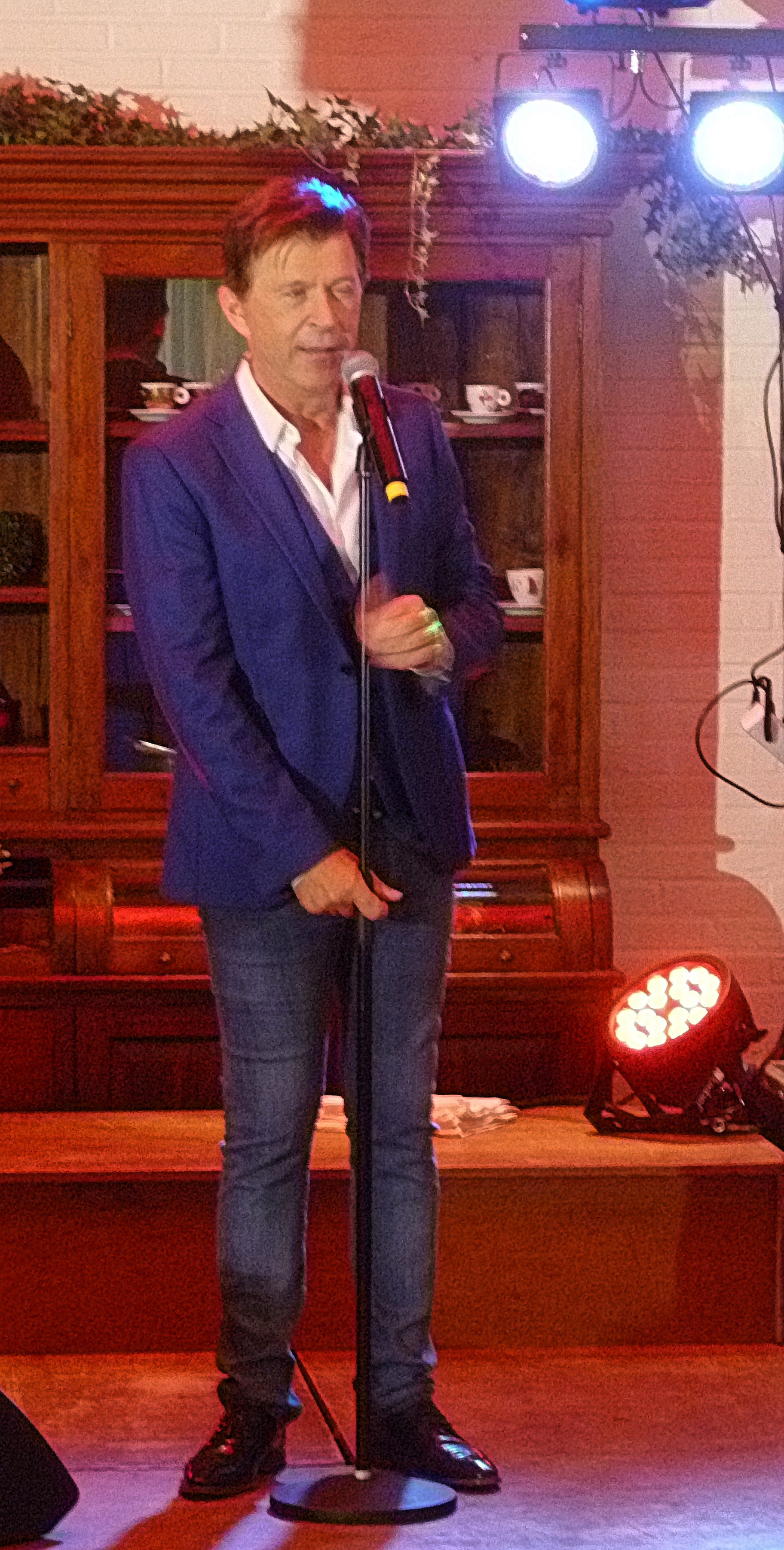
Jo Vally in concert in 2017

- In 1991 had hij een gastoptreden in Samson en Gert.
- In 2007 kwam Jo Vally in het nieuws door een misplaatste grap waarin hij zelf een bericht de wereld instuurde dat hij door de Turkse politie in de gevangenis was gegooid. Dit bleek achteraf een promotiestunt voor zijn nieuwe album.

## Discografie

### Albums
| Album met hitnotering(en) in de Vlaamse Ultratop 200 albums | Datum van verschijnen | Datum van binnenkomst | Hoogste positie | Aantal weken | Opmerkingen                       |
| ----------------------------------------------------------- | --------------------- | --------------------- | --------------- | ------------ | --------------------------------- |
| 15 Jaar - Zijn allerbeste                                   | 1995                  | 13-05-1995            | 9               | 10           | Verzamelalbum                     |
| Zingt Vlaamse klassiekers                                   | 1996                  | 16-11-1996            | 2               | 27           | 2X Platina                        |
| Zingt Vlaamse klassiekers deel 2                            | 1997                  | 27-09-1997            | 2               | 20           | Goud                              |
| Live                                                        | 1998                  | 24-01-1998            | 36              | 2            | Livealbum                         |
| Zingt Duitse klassiekers (Duits)                            | 1998                  | 24-10-1998            | 25              | 5            | Platina                           |
| Zingt Duitse klassiekers (Nederlands)                       | 1998                  | 24-10-1998            | 10              | 22           | Platina                           |
| 20 Jaar Jo Vally - 101 hits                                 | 1999                  | 02-10-1999            | 5               | 17           | Verzamelalbum / Goud              |
| In symfonie                                                 | 1999                  | 25-12-1999            | 25              | 3            |                                   |
| De kracht van de liefde                                     | 2000                  | 21-10-2000            | 8               | 19           | Goud                              |
| Mooi is het leven                                           | 2001                  | 01-12-2001            | 25              | 7            | Goud                              |
| Russische nachten                                           | 2002                  | 19-10-2002            | 28              | 4            |                                   |
| Zingt voor moeder - Omdat ik van je hou                     | 2003                  | 26-04-2003            | 4               | 6            |                                   |
| Zingt wereldhits                                            | 2003                  | 29-11-2003            | 15              | 12           |                                   |
| Geluk en liefde                                             | 2004                  | 13-11-2004            | 46              | 11           |                                   |
| Nostalgie                                                   | 2005                  | 15-10-2005            | 17              | 20           | met het Strato-Vani orkest / Goud |
| Mijn mooiste schlagers                                      | 2006                  | 26-08-2006            | 11              | 12           |                                   |
| Mijn vriendin                                               | 05-02-2007            | 17-02-2007            | 3               | 20           | Goud                              |
| Verrassend                                                  | 12-11-2007            | 01-12-2007            | 15              | 13           |                                   |
| Zijn 50 allergrootste hits                                  | 29-09-2008            | 11-10-2008            | 6               | 18           | Verzamelalbum                     |
| Recht uit het hart                                          | 09-10-2009            | 17-10-2009            | 27              | 16           |                                   |
| Zingt Franse klassiekers                                    | 04-03-2011            | 12-03-2011            | 2               | 20           | Goud                              |
| Zingt zuiderse klassiekers                                  | 23-04-2012            | 05-05-2012            | 2               | 23           |                                   |
| Zingt country                                               | 21-10-2013            | 25-10-2013            | 2               | 27           | Goud                              |
| Op het lijf geschreven                                      | 17-02-2015            | 21-02-2015            | 12              | 17           |                                   |
| Op de golven van m'n hart                                   | 17-11-2016            | 26-11-2016            | 30              | 25           |                                   |
| 40 jaar - de 100 allerbeste                                 | 05-10-2018            | 13-10-2018            | 5               | 15           | Verzamelalbum                     |
| Live in concert - 40 jaar carrière                          | 18-10-2019            | 26-10-2019            | 44              | 4            | Livealbum                         |
| De weg naar het geluk                                       | 23-07-2021            | 31-07-2021            | 1 (1wk)         | 11           |                                   |
| 45/65                                                       | 03-05-2024            | 11-05-2024            | 4               | 7            |                                   |

### Singles
| Single met hitnotering(en) in de Vlaamse Ultratop 50 | Datum van verschijnen | Datum van binnenkomst | Hoogste positie | Aantal weken | Opmerkingen                                              |
| ---------------------------------------------------- | --------------------- | --------------------- | --------------- | ------------ | -------------------------------------------------------- |
| Ik kan niet zonder jou                               | 1990                  | 09-06-1990            | 12              | 9            |                                                          |
| Had ik jou maar nooit gekend                         | 1990                  | 15-09-1990            | 47              | 2            |                                                          |
| Aan alle vrouwen                                     | 1990                  | 20-10-1990            | 11              | 11           | met Paul Anderson                                        |
| Ik heb je nodig                                      | 1991                  | 09-03-1991            | 35              | 8            |                                                          |
| In een droom zag ik je staan                         | 1991                  | 15-06-1991            | 6               | 13           |                                                          |
| Aan het Noordzeestrand                               | 1991                  | 14-09-1991            | 19              | 10           |                                                          |
| Bij schemerlicht                                     | 1991                  | 21-12-1991            | 22              | 8            |                                                          |
| Kind van een vreemde man                             | 1992                  | 23-05-1992            | 47              | 3            |                                                          |
| Niemand kan mij doen geloven                         | 1992                  | 18-07-1992            | 23              | 9            |                                                          |
| Kind van zon                                         | 1992                  | 03-10-1992            | 35              | 5            |                                                          |
| Vriend uit het Oosten                                | 1992                  | 19-12-1992            | 32              | 6            |                                                          |
| Er is een plaats in mijn armen                       | 1993                  | 04-09-1993            | 46              | 2            |                                                          |
| Geef mij de sleutel (van je dromen)                  | 1993                  | 13-11-1993            | 33              | 5            |                                                          |
| Ik hou van jou                                       | 1995                  | 15-07-1995            | 18              | 11           | Nr. 18 in de Radio 2 Top 30                              |
| Het vredeslied                                       | 1995                  | 16-12-1995            | 46              | 1            |                                                          |
| Eeuwig en altijd                                     | 1996                  | 02-03-1996            | 16              | 10           | met Wendy Van Wanten / Nr. 16 in de Radio 2 Top 30       |
| Ga mee naar Rome                                     | 1996                  | 11-05-1996            | 23              | 5            | Nr. 23 in de Radio 2 Top 30                              |
| Lieveling, waar en wanneer                           | 1996                  | 12-10-1996            | 31              | 5            |                                                          |
| Sophietje                                            | 1997                  | 05-07-1997            | tip18           | -            |                                                          |
| Vissers van Capri                                    | 1997                  | 13-09-1997            | 39              | 3            |                                                          |
| Laat de zon toch in je hart                          | 1998                  | 11-07-1998            | tip15           | -            |                                                          |
| Santa Maria                                          | 1998                  | 10-10-1998            | tip17           | -            |                                                          |
| Want elke vrouw die naar me lacht                    | 2000                  | 15-07-2000            | tip8            | -            |                                                          |
| In mijn hoofd, in mijn bloed                         | 2000                  | 07-10-2000            | tip14           | -            |                                                          |
| Hoe langer ik dans met jou                           | 2000                  | 23-12-2000            | tip16           | -            |                                                          |
| Mooi is het leven                                    | 2001                  | 04-08-2001            | 31              | 9            | Nr. 13 in de Radio 2 Top 30                              |
| Nee Katie                                            | 2002                  | 20-07-2002            | tip14           | -            |                                                          |
| Omdat ik van je hou                                  | 2003                  | 26-04-2003            | tip15           | -            |                                                          |
| Waarom zeg jij mañana                                | 2003                  | 05-07-2003            | tip13           | -            |                                                          |
| Geluk en liefde                                      | 2004                  | 24-07-2004            | tip16           | -            |                                                          |
| Herinneringen                                        | 2005                  | 24-09-2005            | 42              | 1            | met het Strato-Vani orkest / Nr. 29 in de Radio 2 Top 30 |
| Si si si (kerida)                                    | 2006                  | 08-07-2006            | 6               | 10           | Nr. 8 in de Radio 2 Top 30                               |
| Ik wil je nooit meer kwijt                           | 2007                  | -                     |                 |              | Nr. 18 in de Radio 2 Top 30                              |
| Hier voel ik mij thuis                               | 2007                  | 07-07-2007            | tip23           | -            |                                                          |
| Echte vrouwen                                        | 01-06-2009            | 27-06-2009            | 31              | 2            |                                                          |
| Hou me tegen                                         | 06-11-2009            | 21-11-2009            | tip21           | -            |                                                          |
| Wat ik voor je voel                                  | 26-02-2010            | 03-04-2010            | tip22           | -            |                                                          |
| Kus me                                               | 12-07-2010            | 07-08-2010            | 33              | 4            |                                                          |
| Santa Maria van de zee                               | 26-11-2010            | 18-12-2010            | 27              | 3            | Nr. 24 in de Radio 2 Top 30                              |
| Ik roep je naam                                      | 07-02-2011            | 05-03-2011            | 30              | 4            | Nr. 23 in de Radio 2 Top 30                              |
| De jongen uit de klas                                | 16-05-2011            | 18-06-2011            | tip18           | -            | Nr. 2 in de Radio 2 Vlaamse Top 10                       |
| La canción de la paz                                 | 07-11-2011            | 03-12-2011            | 32              | 3            | Nr. 1 in de Radio 2 Vlaamse Top 10                       |
| Kom eens dicht bij mij                               | 20-02-2012            | 10-03-2012            | tip12           | -            | Nr. 1 in de Radio 2 Vlaamse Top 10                       |
| Gloria                                               | 2012                  | 23-06-2012            | tip15           | -            | Nr. 5 in de Radio 2 Vlaamse Top 10                       |
| Laat me nu gaan                                      | 2012                  | 20-10-2012            | tip21           | -            | Nr. 4 in de Radio 2 Vlaamse Top 10                       |
| Sierra madre del sur (Live)                          | 2013                  | 19-01-2013            | tip55           | -            | met Christoff                                            |
| Ik gaf je m'n hart                                   | 2013                  | 06-07-2013            | tip5            | -            | Nr. 1 in de Radio 2 Vlaamse Top 10                       |
| Calypso                                              | 2013                  | 05-10-2013            | tip3            | -            | Nr. 1 in de Radio 2 Vlaamse Top 10                       |
| Mijn hart bleef in L.A.                              | 2013                  | 13-12-2013            | tip51           | -            |                                                          |
| Zomaar een meisje                                    | 2013                  | 18-01-2014            | tip80           | -            |                                                          |
| Geluk kan komen en gaan                              | 2014                  | 25-01-2014            | tip13           | -            | Nr. 3 in de Vlaamse Top 10                               |
| We dansen de nacht voorbij                           | 2014                  | 29-05-2014            | tip8            | -            | Nr. 1 in de Vlaamse Top 10                               |
| Een plek voor jou vannacht                           | 2014                  | 29-11-2014            | tip19           | -            | Nr. 6 in de Vlaamse Top 50                               |
| Dag vrouw van mij                                    | 2015                  | 21-02-2015            | tip3            | -            | Nr. 2 in de Vlaamse Top 50                               |
| De kracht van de liefde                              | 2015                  | 16-05-2015            | tip4            | -            | met Noa Neal Nr. 5 in de Vlaamse Top 50                  |
| Wolvertem city                                       | 2015                  | 01-08-2015            | tip39           | -            | Nr. 17 in de Vlaamse Top 50                              |
| De wijde wereld in                                   | 2015                  | 02-01-2016            | tip16           | -            | Nr. 8 in de Vlaamse Top 50                               |
| Als je jezelf door mijn ogen kon zien                | 2016                  | 16-04-2016            | tip32           | -            | Nr. 11 in de Vlaamse Top 50                              |
| Duizend zonnestralen                                 | 2016                  | 02-07-2016            | tip41           | -            | Nr. 26 in de Vlaamse Top 50                              |
| Puur                                                 | 2016                  | 05-11-2016            | tip25           | -            | Nr. 12 in de Vlaamse Top 50                              |
| Dana                                                 | 2017                  | 28-01-2017            | tip23           | -            | Nr. 14 in de Vlaamse Top 50                              |
| Vai vai vai                                          | 2017                  | 29-04-2017            | tip             | -            | Nr. 34 in de Vlaamse Top 50                              |
| Ik geef het niet op                                  | 2017                  | 21-10-2017            | tip32           | -            | Nr. 18 in de Vlaamse Top 50                              |
| Wat als ik nog van je hou                            | 2018                  | 17-02-2018            | tip26           | -            | Nr. 10 in de Vlaamse Top 50                              |
| Neem me mee                                          | 2018                  | 09-06-2018            | tip             | -            | Nr. 20 in de Vlaamse Top 50                              |
| Mijn les geleerd                                     | 2018                  | 17-11-2018            | tip             | -            | Nr. 24 in de Vlaamse Top 50                              |
| Wij leven nu                                         | 2019                  | 04-05-2019            | tip             | -            | Nr. 23 in de Vlaamse Top 50                              |
| Als de twijfels zijn verdwenen                       | 2019                  | 05-10-2019            | tip             | -            | Nr. 29 in de Vlaamse Top 50                              |
| Helemaal weg van jou                                 | 2020                  | 15-02-2020            | tip40           | -            | Nr. 16 in de Vlaamse Top 50                              |
| De liefde woont in mij                               | 2020                  | 02-05-2020            | tip             | -            |                                                          |
| Zomer in mijn straat                                 | 2020                  | 13-06-2020            | tip             | -            | Nr. 27 in de Vlaamse Top 50                              |
| Als je mij nu verlaat                                | 2020                  | 19-12-2020            | tip             | -            | Nr. 26 in de Vlaamse Top 50                              |
| Ik breek alleen m'n eigen hart                       | 2021                  | 10-04-2021            | tip41           | -            | Nr. 20 in de Vlaamse Top 50                              |